# 萨尔瓦铁拉
萨尔瓦铁拉（西班牙語：Salvatierra）是西班牙巴斯克自治区阿拉瓦省的一个市镇。总面积38km²，总人口4006人（2001年），人口密度105人/km²。